# (8853) Gerdlehmann
(8853) Gerdlehmann es un asteroide perteneciente al cinturón de asteroides, región del sistema solar que se encuentra entre las órbitas de Marte y Júpiter, descubierto el 9 de abril de 1991 por Freimut Börngen desde el Observatorio Karl Schwarzschild, en Tautenburg, Alemania.

## Designación y nombre
Designado provisionalmente como 1991 GC10. Fue llamado así en honor de Gerhard Lehmann (n. 1960), un astrónomo aficionado que junto con Jens Kandler midió unas 70 posiciones precisas de planetas menores y cometas a partir de placas fotográficas obtenidas en Drebach. Entre las 1.500 posiciones que obtuvo después de cambiarse al equipo CCD en 1994, se encuentran algunas para la oposición de este objeto en 1998. Las posiciones de Drebach han permitido numerar más de 30 objetos de Tautenburg. Profesor de física y astronomía, Lehmann es también un divulgador de la astronomía y desde 1997 dirige la sección de planetas menores de la Vereinigung der Sternfreunde.

## Características orbitales
Gerdlehmann está situado a una distancia media del Sol de 2,273 ua, pudiendo alejarse hasta 2,484 ua y acercarse hasta 2,063 ua. Su excentricidad es 0,092 y la inclinación orbital 5,298 grados. Emplea 1252,09 días en completar una órbita alrededor del Sol.
Pertenece a la familia de asteroides de (1338) Duponta.

## Características físicas
La magnitud absoluta de Gerdlehmann es 14,93. 